# Karawang
Karawang, Krawang – miasto w Indonezji na wyspie Jawa w prowincji Jawa Zachodnia nad rzeką Tarum, ok. 60 km na wschód od Dżakarty; 203 tys. mieszkańców (2006).
Ośrodek handlowy regionu rolniczego (uprawa ryżu, herbaty); największa w kraju fabryka mocznika.